# Langue de bois
Ne doit pas être confondu avec la maladie de la langue de bois chez la vache.
L'expression « langue de bois » désigne un cliché rhétorique péjoratif, visant à disqualifier un discours adverse en affirmant que son argumentation est tissée de formules stéréotypées.
Des auteurs ont tenté de préciser le sens de l'expression, attestée en France au milieu du XXe siècle pour caractériser le discours officiel des dirigeants de l'Union soviétique, et utilisée depuis pour critiquer toute espèce de discours politique ; l'expression langue de bois relève elle-même d'un discours conventionnel et stéréotypé.

## Origine de l'expression
Du point de vue rhétorique, la figure de style « langue de bois » est un oxymore joignant la souplesse et l'agilité de la langue, par métonymie le langage, et la rigidité du bois ; un calembour la relie à la jambe de bois, qui remplace mal un membre mort. Elle est attestée dans cet usage en français en 1919 à propos d'un discours du Président du Conseil Georges Clemenceau, soit en rapport avec son style, soit avec son élocution. On la retrouve après la Seconde Guerre mondiale au sens de style rigide ou assommant : « Les impostures de la poésie, de Roger Caillois, est un bref et cérémonieux discours, écrit dans cette superbe langue de bois que s'est composée Caillois d'après les classiques du XVIIe siècle et la prose de Valéry ».
Elle désigne spécifiquement la rédaction des organes officiels soviétiques à partir des années 1950. « Il est vrai que du dehors le langage du marxisme officiel apparaît comme un jargon difficile à supporter (…) certains (…) (en Pologne par exemple) le traitent de langue de bois », écrit Henri Lefebvre en 1962. L'expression langue de bois serait traduite du russe par l'intermédiaire du polonais : avant la révolution russe, les Russes se moquaient de l’administration bureaucratique tsariste et sa « langue de chêne » (дубовый язык), que le dictionnaire traduit par « langue empesée », rigide comme une bûche. La locution aurait transité par la Pologne pendant le mouvement Solidarność sous la forme drętwa mowa (« langue figée »).
L'expression langue de bois devient un cliché du journalisme français dans les années 1980 pour dénigrer le discours officiel soviétique. Le Larousse encyclopédique cite la langue de bois dès 1981, définition reprise par le Petit Larousse illustré de 1982 :

« Phraséologie stéréotypée utilisée par certains partis communistes et par les médias de divers Etats où ils sont au pouvoir »

D'abord restreinte au langage communiste, l'expression s'étend ensuite à toute manière rigide de s'exprimer. Son sens s'étend à nouveau après la disparition du bloc de l'Est, elle désigne toute sorte de discours officiel.
En 2016, Michel Butor l'associe à la culture des énarques :

« Nous avons eu, parmi les malheurs de la France, la création par le général de Gaulle de l'École Nationale d’Administration qui détient le monopole de la formation des hommes politiques. On est obligé de passer par là. On y apprend la langue de bois. »

## Caractéristiques
Comme toute figure de style, l'oxymore langue de bois a pour fonction de plaire au public, plutôt que d'expliquer. Des linguistes vont tenter de cerner ce qu'a de particulier le langage du pouvoir soviétique que désigne principalement l'expression « langue de bois » dans les années 1980.
« Ce qu'il y a d’ignoble dans la politique c'est la perpétuelle ambiguïté des paroles et des doctrines dont on ne sait jamais si elles tendent à quelque vérité ou à quelque intérêt privé ou sont mues par des sentiments et si ces sentiments sont vrais ou simulés », écrit Paul Valéry en 1916. Appartenant à la rhétorique politique, la langue de bois et sa dénonciation répondent à l'époque. La prétention à l'objectivité, le refus du pathos, propres au langage scientifique, ont connu un regain de popularité après chaque épisode de propagande basée sur l'exaltation des sentiments, comme du début de la première Guerre mondiale à la fin de la seconde. Au contraire, pour s'opposer à des projets défendus avec des arguments de raison appuyés sur une doctrine économique ou sociale, des politiciens invoquent les sentiments de ceux qu'ils disent représenter, et, en les évoquant, les invoquent ou les amplifient ; ils dénoncent alors souvent la langue de bois de ceux qui font appel à la raison.
Les échanges politiques se fondent sur la circulation de la parole. Lorsqu'il n'est pas question d'évoluer vers une position commune, ce qui constituerait un véritable débat, la rhétorique, art d'argumenter et de convaincre ou de persuader, « se dégrade en discours mensonger, à la limite en langue de bois, caricature de la vraie rhétorique », estime Olivier Reboul. Bernard Valade, examinant plusieurs types de discours qui ont pour point commun de refuser le débat au profit de la croyance, du style de prêche jésuite au cartésianisme et au positivisme, estime que la langue de bois est une instance moderne de « la radicalisation — et perversion — d'un processus qui convertit la vérité recherchée en certitude imposée ».
La langue de bois est toujours celle des autres. Dire d'un politique qu'il utilise la langue de bois, c'est dire qu'il parle selon la modalité raisonnable du discours, et que son discours est faux, parce que fondé sur une doctrine inappropriée ou parce qu'il ne correspond pas à une réalité.

### Langue officielle soviétique de l'époque de Brejnev
Analysant la « langue de bois » de l'Union soviétique de l'époque de Leonid Brejnev, Françoise Thom relève l'absence de descriptions, de références à des faits, à des évènements de l'actualité, sa forme stéréotypée et sa prétention à énoncer une vérité scientifique. Elle conclut que sa particularité est de ne servir qu'à véhiculer une idéologie et que sa simplicité en fait « une chaîne d'incantations magiques ».
La rhétorique rappelle que la figure de base de tout discours persuasif est l'enthymème : des énoncés qu'il est inutile de soutenir, car ils reflètent les classifications, les conceptions communes entre l'orateur et l'auditoire. On appelle idéologie un ensemble de conceptions que l'on ne partage pas. La définition de la langue de bois s'étend avec facilité à tout discours auquel on n'adhère pas, particulièrement quand des contraintes de temps de production ou de temps d'expression obligent à un langage simplifié. Le bois de l'original soviétique et communiste a cependant des caractéristiques formelles dont George Orwell a remarqué l'importance : les verbes reculent au profit de substantifs, et ce qu'expriment les verbes se réfère à un formalisme politique. On ne dit pas « aider », mais « accorder son aide ». Le sujet est le plus souvent pluriel, « nous » ou « ils » ; les tournures passives et impersonnelles. L'impératif domine : « il faut » ; les choses « doivent ».
Thom remarque que « Ces traits existent à l'état isolé dans divers jargons de la société moderne (…) l'abondance de noms est typique du style scientifique ; l'impersonnalité caractérise le jargon administratif ». La langue de bois les réunit tous, et pousse leur usage. Elle se développe dans les circonstances propices à l'opposition entre deux groupes irréconciliables, et quand le discours sert d'emblème et de signe de ralliement. On la retrouve dans tous les pays.

### Élargissement du sens
L'expression langue de bois a pris un usage très général. Christian Delporte remonte aux discours politiques de la Révolution française, et inclut l'ensemble de la rhétorique politique : « On pourrait définir la langue de bois comme un ensemble de procédés qui, par les artifices déployés, visent à dissimuler la pensée de celui qui y recourt pour mieux influencer et contrôler celle des autres ». Aucun discours persuasif émanant d'une autorité n'échappe à cette définition, d'autant plus qu'il est impossible de vérifier la sincérité d'une personne. La qualification, toujours négative, de langue de bois, désormais, vise n'importe quel discours émanant d'une personne en position d'autorité, quand celle-ci s'efforce d'éviter la violence verbale, d'adoucir le conflit, de parvenir à un accord. Comme elle continue à servir plus spécifiquement à dévaluer une prise de parole que l'on juge trop exclusivement bâtie sur une doctrine à laquelle on s'oppose, deux partis opposés peuvent l'utiliser l'un à l'égard de l'autre. Aristote énumérait trois caractères permettant de convaincre : la logique, la personnalité de l'orateur et l'émotion. Il faut que « l'orateur inspire confiance » ; dans la conception large de la langue de bois, seul cet élément fait défaut.
Ceux qui dénoncent la « langue de bois » de leurs adversaires insinuent que leur discours a pour fonction principale de masquer la réalité ; secondairement, ils estiment que son caractère stéréotypé indique que ceux qui en font usage sont ignorants, qui répètent des éléments de langage soufflés par d'autres, qu'ils ne comprennent pas. Ils opposent la langue de bois et le « parler vrai ». À un discours qui ne cherche pas d'interlocuteur, ils opposent une langue d'une autre variété de bois, qui a les mêmes caractéristiques essentielles.
Les conseillers en communication et spin doctors proposent désormais un renouvellement de la forme d'expression du pouvoir. Le prestige de la science et la confiance en la parole des experts soutenait la langue de bois ; leur disqualification dans l'opinion donne plus d'efficacité à la projection psychologique, que les contes exploitent avec succès : le storytelling élimine le verbiage scientifique et les périphrases administratives tout en poursuivant les mêmes fins, d'influence ou de manipulation.

## Utilisations
Les hommes et femmes politiques utilisent volontiers l'expression langue de bois, quelle que soit leur orientation politique.

### Construction
La langue de bois
- évite les énoncés factuels,
- privilégie les sujets collectifs ou impersonnels,
- fait dériver ses affirmations particulières de principes très généraux, si possible appelés par une simple allusion.

Des propos construits selon ces principes, mais fondés sur des visions du monde anciennes, comme le christianisme ou le nationalisme, sont rarement désignés comme « langue de bois ». C'est ce qui donne un effet d'inattendu à des expressions comme « langue de bois papale ».
L'expression langue de bois étant devenue quelque peu galvaudée, on peut la revigorer en précisant de quel bois la langue de l'adversaire est faite ; par exemple « du bois dont on fait les télés » ou « les matraques », ou « les pipeaux » ; ou « du bois que les cerfs portent », ou encore langue de buis — bois dont on fait des chapelets —, avec les allusions argotiques qui éloignent en apparence le polémiste du style qu'il critique.

## Autres dénominations
Plusieurs expressions ou néologismes existent pour qualifier l'utilisation de langue de bois.
- La construction xyloglossie ou xylolalie, du grec xylon : bois et glossa : langue ou λαλέω / laleô : parler.